# 닥터 프로스트
닥터 프로스트는 이종범이 네이버 만화에서 연재하는 대한민국의 웹툰이다. 약칭은 닥프.

## 개요
2011년 2월 2일부터 2012년 7월 13일까지 시즌1이 연재되었고, 2013년 1월 15일부터 2014년 2월 26일까지 시즌2가 연재되었다. 2015년 6월 2일부터 시즌3연재를 시작했다. 심리 분석을 소재로 하고 있다. OCN은 이 웹툰을 원작으로 한 동명의 드라마를 제작해 방송했다.

## 등장인물

### 프로스트
본명 백남봉으로 백교수, 백선생, 백군, 노답, 프로스트 교수라고도 불린다. 인지와 실험 심리가 주 전공이다. 천상원의 직계 제자로 초고속으로 정교수로 올라올 정도로 천재이다. 어릴 때 심리적 · 물리적 외상으로 인한 전두엽 손상을 겪어 정서의 부분적인 마비 상태(애착, 연민, 동정심과 같은 감정에 대해 공감하기 힘듬.)를 겪고 있지만 논리추론 능력이 매우 뛰어나다. 키 184 cm, 34살이다. 6개 언어(한국어 제외)를 할 수 있다. 취미는 첼로, 십자수, 큐브, 뜨개질이고, 제일 좋아하는 곡은 바흐의 무반주 첼로곡과 존케이지의 4분 33초이다. 낮에는 용강대학교 심리학과 학내 심리 상담소에서 상담교수를 하고 밤에는 바 미러에서 바텐더 일을 한다.

### 윤성아
윤조교라고 불리며 프로스트의 밑에서 상담실 조교 일을 한다. 상담심리학을 전공하고 있다. 성실하여 대학교 3학년의 나이(22살)로 조기졸업 대상자, 대학원 장학생이다. 취미는 친구들과 술마시기, 스마트폰 게임과 같은 다양한 취미가 있었으나 프로스트를 만난 이후부터 일이 너무 많아진 탓에 거의 못하고 있다.

### 송선
송교수 혹은 송선생으로 불린다. 임상 심리가 송선의 전문 분야다. 경계선 성격 장애를 가지고 있는 송설의 친언니이며 학생 때부터 줄곧 모범적인 학생이자 공부를 잘했다. 그녀는 미국에 있는 외삼촌 댁에서 지낼 때가 많았다. 자신의 동생 송설을 프로스트가 죽였다고 생각해서 프로스트를 무척 싫어한다.

### 천상원
천교수로 불린다. 문과대학 학장으로 국내에선 드물게 세계적으로 인정받는 임상심리학자, 수많은 연구와 경험으로 어떤 마음의 병이라도 결국은 치료해내는 상담 심리학자로 젊은 시절엔 천재로 불렸다.현재 살해당함.

## 에피소드
- 시즌1 : 총 7개의 에피소드가 연재되었고 총 67화이다.

#### File no.#01 텅빈남자
프로스트 교수와 윤성아 조교, 오정혁이 메인으로 등장한다. 어린 시절, 부모에게 공감받지 못해 생긴 텅빈 자아의 구멍을 메꾸기 위해 여성편력이 생긴 남성의 사례를 다룬다. 총 12편으로 구성되어 있다.

#### File no.#02 검은 파도
프로스트 교수와 윤성아 조교, 최나리가 메인으로 등장한다. 발작적인 공포와 불안에 사로잡혀, 외출에 어려움을 겪는 공황장애 초기 증상을 겪는 환자의 사례를 다룬다. 총 7편으로 구성되어 있다.

#### File no.#03 소심한 연군의 열흘
프로스트 교수와 윤성아 조교, 연제언이 메인으로 등장한다. 약한 수준의 사회공포증과 IBS로 고통받는 대학생의 사례를 다룬다. 총 5편으로 구성되어 있으며 윤성아 조교가 처음으로 치료한 케이스이다.

#### File no.#04 평강공주의 눈물
프로스트 교수와 윤성아 조교, 박시현이 메인으로 등장한다. 심각한 의존성향으로 인해 일상의 통제력을 상실을 호소한 환자의 사례를 다룬다. 총 10편으로 구성되어 있다.

#### File no.#05 하얀방의 심리학자와 파블로프의 개
프로스트 교수와 윤성아 조교, 파블로프가 메인으로 등장한다. 애착과 같은 감정을 느끼지 못하는 프로스트 교수는 반려 동물을 이용한 비구조적 실험을 계획하고 그 과정에서 1번 샘플을 분양한다. 이후, 1번 샘플을 산책시키는 과정에서 서로 공감을 나누게 되는데 이때 정식으로 이름을 붙여주게 되는 것이 파블로프이다. 총 3편으로 구성되어 있다.

#### File no.#06 타인의 욕망
프로스트 교수와 윤성아 조교, 안나가 메인으로 등장한다. 타인과의 동일시로 인한 초기 망상장애로, 오기억의 증세를 보인 내담자의 사례를 다룬다. 총 9편으로 구성되어 있다

#### File no.#07 두사람의 개기일식
프로스트 교수와 윤성아 조교, 송선 교수와 그녀의 동생인 송설이 메인으로 등장한다. 이 에피소드에서는 프로스트 교수가 10년 전에 처음으로 상담한 케이스가 나오는데, 이 내담자가 경계선 성격장애를 가진 송설이다. 결과적으로는 송설은 자살을 하게 되고 이후, 프로스트 교수는 유학을 가게 된다. 총 11편으로 구성되어 있다.
- 시즌2 : 총 7개의 에피소드가 연재되었고 총 54화이다.

#### File no.#08 페르소나
프로스트 교수와 윤성아 조교, 안나와 남석준, 박준호 감독이 메인으로 등장한다. 박준호 감독의 영화에 심리학 자문으로 참여한 프로스트 교수가 촬영 현장에서 이상한 점을 발견하고 조사를 하게 되고, 감독의 연기 지도 과정에서 최면을 쓰고, 이와 함께 약물을 사용한 점을 밝혀낸다. 총 13편으로 구성되어 있다.

#### File no.#09 인섬니아
프로스트 교수와 윤성아 조교, 김유건이 메인으로 등장한다. 취업 준비로 인한 스트레스 때문에 불면증과 우울증을 겪는 내담자의 사례를 다룬다. 총 6편으로 구성되어 있다.

#### File no.#10 검은 방의 심리학자
프로스트 교수와 문성현이 메인으로 등장한다. 이 에피소드에서는 19년 전 프로스트 교수와 문성현의 첫 만남 이야기가 나온다. 총 4편으로 구성되어 있다.

#### File no.#11 거울
프로스트 교수와 송선이 메인으로 등장한다. 송선에게 협박 편지를 보낸 범인을 찾는 과정이 나온다 총 8편으로 구성되어 있다.

#### File no.#12 터널의 끝에는 빛이 있는가
프로스트 교수와 윤성아 조교, 김정현이 메인으로 등장한다. 용강대에서 자살을 한 여고생 김정연의 심리 부검을 하는 과정을 다룬다. 그와 함께 문성현이 송선에게 도움을 청하는 이야기도 나온다. 총 12편으로 구성되어 있다.

#### File no.#13 Merry Christmas Dr.Frost
프로스트 교수와 천상원, 송설이 메인으로 등장한다. 천상원의 집에 모두 모여 크리스마스 파티를 하고, 그 곳에서 잠 든 프로스트 교수가 꿈 속에서 송설을 만나 이야기를 나눈다. 총 2편으로 구성되어 있다.

#### File no.#14 Happy Birthday Dr.Frost
프로스트 교수와 천상원, 송선, 문성현이 메인으로 등장한다. 자신의 부탁을 거절한 송선을 향한 문성현의 음모를 눈치 챈 천상원은 문성현에게 찾아가 송선을 해하지 말라고 말한다. 그리고 천상원은 집으로 돌아가는 길에 문성현의 계략으로 인해 교통사고를 당해 죽음을 당한다. 총 5편으로 구성되어 있다.
- 시즌3

#### 특별편
상담 파일이 하나씩 끝날 때마다 상담 이후의 이야기나 등장 인물들의 이야기, 후기 등의 외전이 연재된다.
- 노란 방의 심리학자
- 하얀 방의 심리학자
- 회색 방의 심리학자
- 빨간 방의 심리학자
- 닥터 파블로프